# Billy Ray Cyrus
Billy Ray Cyrus (Flatwoods, 25 agosto 1961) è un cantautore e attore statunitense.
Billy Ray Cyrus è conosciuto grazie al suo singolo di successo Achy Breaky Heart, ed è stato candidato ai Grammy Award. Cyrus è stato per otto volte in testa alla classifica delle canzoni country della Billboard Hot Country Songs. Il suo album più famoso e di successo è Some Gave All, (album di esordio del 1992) che è stato premiato con 9 dischi di platino nei soli Stati Uniti. L'album ha anche venduto 20 milioni di copie in tutto il mondo. Nella sua carriera Billy ha lanciato 29 singoli entrati nelle classifiche, di cui 15 nei Top 40.
È anche famoso per il ruolo di protagonista della serie televisiva Doc che riguardava il trasloco di un medico del Montana fino a New York City. Alla fine del 2005 ha iniziato a recitare nella serie Disney Hannah Montana nel ruolo di Robby Ray Stewart, padre della protagonista (l'attrice Miley Cyrus, sua figlia anche nella realtà). Nel 2019, grazie alla sua partecipazione al remix di Old Town Road di Lil Nas X, ottiene la sua prima canzone in vetta alla Billboard Hot 100.

## Biografia
Billy Ray Cyrus è nato a Flatwoods in Kentucky. Suo padre, Ron, funzionario delle Nazioni Unite, divorziò dalla madre, Ruth Ann, quando Billy aveva 5 anni. Suo nonno fu un pastore pentecostale.

### Gli anni '90
Cyrus ha ottenuto il suo primo ruolo nel mondo della musica nel 1990, quando ha aperto dei concerti per la celebre artista country Reba McEntire. In quell'anno ha firmato il suo primo contratto discografico per la Mercury Records ed iniziato a comporre musica per il suo album di debutto. L'album Some Gave All venne pubblicato nel 1992 e ottenne un successo enorme, raggiungendo la vetta sia della Billboard 200 che di varie classifiche country e venne certificato 9 volte platino in USA per aver venduto 9 milioni di copie. L'album ottenne successo anche all'estero, arrivando a vendere 20 milioni di copie in tutto il mondo. Anche i singoli estratti dall'album hanno ottenuto un forte successo in USA e all'estero, in particolare Achy Breaky Heart che ha raggiunto la numero 4 nella Billboard Hot 100, la numero 3 in UK e la numero 1 in Australia.
Forte dell'enorme successo dell'album di debutto, Cyrus pubblicò il suo secondo disco It Won't Be the Last già nel 1993: l'album ottenne un successo molto inferiore al precedente, ottenendo un solo disco di platino in USA. Nello stesso periodo, oltre a lanciare singoli per la promozione del suo album, collaborò con la celebre cantante country Dolly Parton nel singolo Romeo. Nel 1994 pubblicò l'album Storm in the Heartland, che venne certificato soltanto oro negli Stati Uniti. In quell'anno, Cyrus iniziò a farsi gestire anche dalla Columbia Records, ma il controllo della sua carriera passò principalmente a Mercury Naashville, divisione della Mercury riferita prettamente alla musica country.
Nel 1996 pubblicò il suo quarto album Trail of Tears fu pubblicato nel 1996: fu il suo più grande successo in termini di critica, ma non ottenne rilevanza sul piano commerciale, non riuscendo a ottenere alcuna certificazione (argento, oro o platino). Fu l'ultimo album pubblicato per la divisione PolyGram della Mercury Records, che chiuse i battenti nei mesi successivi. Nel 1998 pubblicò il suo ultimo album per Mercury Records, Shot Full of Love, che ottenne risultati commerciali inferiori rispetto ad ogni suo precedente lavoro. Nel 1999 lasciò l'etichetta e firmò con Monument/Sony BMG. Nel medesimo anno ottiene il suo primo ruolo rilevante in una serie TV, Love Boat - The Next Wave.

### Gli anni 2000
Nel 2000 pubblicò il suo primo album per Monument, Southern Rain, che ottenne risultati commerciali migliori rispetto al precedente disco ma comunque lontani dai fasti del debutto. Nel frattempo, Cyrus continuò a portare avanti anche la sua carriera di attore anche sul grande schermo, recitando in 3 film fra 2001 e 2002. Sempre nel 2001 ottiene il suo primo ruolo da protagonista nella serie TV Doc, che va avanti fino al 2004 per un totale di 88 episodi. Negli anni successivi interruppe temporaneamente la produzione country per pubblicare due album di musica cristiana, Time Flies e The Other Side, entrambi rilasciati nel 2003. Dopo il successo ottenuto come attore televisivo, Cyrus ottenne il ruolo di Robby Stuart nella serie TV di Disney Channel Hannah Montana, in cui sua figlia Miley Cyrus fu scritturata per interpretare il ruolo della protagonista: la serie ottenne un successo enorme, trasformando la figlia di Billy Ray Cyrus in una star celebre in tutto il mondo e lanciando in maniera prorompente la sua carriera musicale. Appena prima del lancio dello show, Cyrus pubblicò l'album Wanna Be Your Joe in maniera indipendente.
Nel 2007, nel bel mezzo del successo di Hannah Montana, Cyrus partecipò al talent show Dancing with the Stars, con la ballerina Karina Smirnoff in qualità di partner. La coppia si qualificò quinta nella gara finale. Forte dell'esposizione televisiva, nel 2007 Cyrus pubblicò l'album Home at Last con la Walt Disney Records: l'album raggiunse il podio della classifica country di Billboard, diventando il suo primo album a riuscirci dal 1993. Nel 2008 fu inoltre inserito nella compilation Country Sings Disney e recitò in vari film; debuttò anche come conduttore nel programma televisivo Nashville Star. Il 7 aprile 2009, mentre continuava la serie Hannah Montana, Cyrus pubblicò l'album Back to Tennessee con l'etichetta minore Lyrics Found, ottenendo un successo inferiore rispetto a quello dell'album precedente. L'album esce in contemporanea con la pubblicazione nei cinema del film Hannah Montana: The Movie. Sempre nel 2009 Cyrus fondò il supergruppo Brother Clyde, che debuttò musicalmente soltanto nell'anno successivo.

### Anni 2010
Dopo aver pubblicato il primo e unico album i Brother Clyde, intitolato appunto Brother Clyde, ritornò a lavorare sulla sua musica da solista e pubblicò gli album I'm American e Change My Mind rispettivamente nel 2011 e nel 2012. Nel 2010 recita nel film cinematografico Operazione Spy Sitter. Nel frattempo, la serie TV Hannah Montana termina nel 2011, lasciando spazio a Cyrus per altri ruoli come attore tra cui una fugace apparizione in due episodi della serie TV 90210 ed alcuni ruoli in film televisivi. Nel 2014 recita come protagonista nel film Like A Country Song e come comprimario in Sharknado 2 - A volte ripiovono. Nel 2016 tornò alla musica pubblicando l'album Thin Line; fece seguito a tale progetto un altro album, Set The Record Straight, pubblicato nel 2017. Entrambi i dischi furono pubblicati tramite etichette minori.
Nel 2017 prese parte al documentario della cantante e attrice Demi Lovato Demi Lovato: Simply Complicated. Nel 2019 prese parte al singolo dell'allora rapper emergente Lil Nas X nel remix ufficiale del singolo Old Town Road: il brano ottenne un successo incredibile a livello mondiale, restando per mesi interi alla numero 1 della Billboard Hot 100 e ricevendo innumerevoli premi, tra cui 2 Grammy Awards: in questo modo Cyrus ha avuto un enorme ritorno di popolarità e soprattutto vinto i primi due Grammy della sua intera carriera. A ciò ha fatto seguito la pubblicazione dell'album The SnakeDoctor Circus sempre nel 2019 e dell'EP The Singing Hill Session nel 2020.

## Vita privata
Dal 1986 al 1991 è stato sposato con Cindy Smith. Ha una relazione con Kristin Luckey da cui nasce, Christopher Cody (8 aprile 1992). Nel dicembre 1993 sposa Leticia "Tish" Cyrus (nata Finley), da cui ha tre figli: Miley (23 novembre 1992), Braison (9 maggio 1994) Noah (8 gennaio 2000). Ha adottato in seguito i due figli di Tish, Brandi (26 maggio 1987) e Trace (24 febbraio 1989), nati da una precedente relazione. Nell’aprile 2021 i due divorziano.

## Filantropia
In aggiunta ai numerosi premi musicali, Cyrus ha ricevuto diversi premi da associazioni filantropiche. Nel 1999 Billy Ray Cyrus riceve dall'International Entertainment Buyer Association il premio di Filantropo dell'anno. I suoi sforzi per la filantropia sono stati riconosciuti dal Country Radio Broadcasters, che l'ha premiato con l'Artist Humanitarian Award, e dal Kennedy Center Honors, che l'ha premiato per il suo lavoro in favore dei bambini. Ha inoltre ricevuto il primo Bob Hope Congressional Medal of Honor Society Entertainer's Award per essersi così dedicato alla filantropia.

## Discografia

### Album di studio
| 1992 | Some Gave All - Pubblicato: 19 maggio 1992 - Etichetta: PolyGram/Mercury             | 1  | 1   | 1  | 1  | 9 | 48 | 34 | 1  | Vendite negli USA: 9 milioni+ Vendite mondiali: 20 milioni+ RIAA certification: 9× Multi-Platino CRIA certification: Diamond |
| 1993 | It Won't Be the Last - Pubblicato: 22 giugno 1993 - Etichetta: PolyGram/Mercury      | 1  | 3   | 1  | 11 | — | —  | 27 | 20 | Certificazione RIAA: Platino Certificazione CRIA: 2× Platino                                                                 |
| 1994 | Storm in the Heartland - Pubblicato: 8 novembre 1994 - Etichetta: PolyGram/Mercury   | 11 | 73  | 6  | —  | — | —  | 40 | —  | Certificazione RIAA: Gold Certificazione CRIA: Gold                                                                          |
| 1996 | Trail of Tears - Pubblicato: 20 agosto 1996 - Etichetta: PolyGram/Mercury            | 20 | 125 | 14 | —  | — | —  | 50 | —  | Certificazione RIAA: — Certificazione CRIA: —                                                                                |
| 1998 | Shot Full of Love - Pubblicato: 3 novembre 1998 - Etichetta: Mercury Nashville       | 32 | —   | 9  | —  | — | —  | —  | —  | Certificazione RIAA: — Certificazione CRIA: —                                                                                |
| 2000 | Southern Rain - Pubblicato: 17 ottobre 2000 - Etichetta: Monument                    | 13 | 102 | 24 | —  | — | —  | —  | —  | Certificazione RIAA: — Certificazione CRIA: —                                                                                |
| 2003 | Time Flies - Pubblicato: 10 giugno 2003 - Etichetta: Madacy                          | 56 | —   | *  | —  | — | —  | —  | —  | Certificazione RIAA: — Certificazione CRIA: —                                                                                |
| 2003 | The Other Side[A] - Pubblicato: 28 ottobre 2003 - Etichetta: Word/Curb/Warner Bros.  | 18 | 131 | *  | —  | — | —  | —  | —  | Certificazione RIAA: — Certificazione CRIA: —                                                                                |
| 2006 | Wanna Be Your Joe - Pubblicato: 17 luglio 2006 - Etichetta: New Door/UMe             | 24 | 113 | *  | —  | — | —  | —  | —  | Certificazione RIAA: — Certificazione CRIA: —                                                                                |
| 2007 | Home at Last[B] - Pubblicato: 24 luglio 2007 - Etichetta: Walt Disney                | 3  | 20  | 21 | —  | — | —  | —  | —  | Vendite negli USA: 450,000+ Certificazione RIAA: — Certificazione CRIA: —                                                    |
| 2009 | Back to Tennessee - Pubblicato: 7 aprile 2009 - Etichetta: Lyric Street              | 13 | 41  | 21 | —  | — | —  | —  | —  | Vendite negli USA: 29,000+ Certificazione RIAA: — Certificazione CRIA: —                                                     |
| 2011 | I'm American - Pubblicato: 28 giugno 2011 - Etichetta: Buena Vista                   | 24 | 153 | —  | —  | — | —  | —  | —  | — |
| 2012 | Change My Mind - Pubblicato: 23 ottobre 2012 - Etichetta: Blue Cadillac Music        | 38 | —   | —  | —  | — | —  | —  | —  | — |
| 2016 | Thin Line - Pubblicato: 9 settembre 2016 - Etichetta: Blue Cadillac Music            | —  | —   | —  | —  | — | —  | —  | 20 | — |
| 2017 | Set The Record Straight - Pubblicato: 10 novembre 2017 - Etichetta: Flatwood Records | —  | —   | —  | —  | — | —  | —  | —  | — |
| 2019 | The SnakeDoctor Circus - Pubblicato: 24 maggio 2019 - Etichetta: Flatwood Records    | —  | —   | —  | —  | — | —  | —  | —  | — |
| — denota gli album che non sono entrati in classifica, non pubblicati, o non certificati * denota posizioni sconosciute |                                                                                      |    |     |    |    |   |    |    |    | |

### Raccolte
| 1997                                                                                 | The Best of Billy Ray Cyrus: Cover to Cover - Pubblicato: 24 giugno 1997 - Etichetta: PolyGram/Mercury                      | 23 | 8  |
| 2001                                                                                 | Achy Breaky Heart - Pubblicato: 2001 (ripubblicato con Polygram International il 9 agosto 2004) - Etichetta: Spectrum Music | —  | *  |
| 2003                                                                                 | 20th Century Masters - The Millennium Collection - Pubblicato: 23 marzo 2003 - Etichetta: Mercury Nashville                 | 59 | 56 |
| 2004                                                                                 | The Definitive Collection - Pubblicato: 30 giugno 2004 - Etichetta: Mercury Nashville                                       | —  | *  |
| 2005                                                                                 | The Collection - Pubblicato: 2 agosto 2005 - Etichetta: Madacy                                                              | —  | —  |
| 2008                                                                                 | Love Songs - Pubblicato: 29 gennaio 2008 - Etichetta: Mercury Nashville                                                     | 63 | —  |
| — denota gli album che non sono entrati in classifica * denota posizioni sconosciute | |    |    |

### EP
| Anno | Titolo                                                                                  |
| ---- | --------------------------------------------------------------------------------------- |
| 2009 | iTunes Live from London - EP - Pubblicato: 12 maggio 2009 (solo UK) - Etichetta: iTunes |
| 2020 | The Singin' Hills Session - Pubblicato: 16 novembre 2020 - Etichetta: This Is Hit       |

Notes
- A^ The Other Side ha raggiunto la numero 5 nella US Top Christian Albums.
- B^ Home at Last è stato ripubblicato nel 2008 con una traccia bonus.

### Singoli
| 1992                                                                                   | "Achy Breaky Heart"[A]                       | 1  | 4   | —  | 1  | 4  | 3  | 25 | Some Gave All               |
| 1992                                                                                   | "Could've Been Me"                           | 2  | 72  | —  | 1  | 72 | 24 | 29 | Some Gave All               |
| 1992                                                                                   | "Wher'm I Gonna Live?"                       | 23 | —   | —  | 16 | —  | —  | —  | Some Gave All               |
| 1993                                                                                   | "She's Not Cryin' Anymore"                   | 6  | 70  | —  | 3  | —  | —  | —  | Some Gave All               |
| 1993                                                                                   | "In the Heart of a Woman"                    | 3  | 76  | —  | 1  | —  | —  | —  | It Won't Be the Last        |
| 1993                                                                                   | "Somebody New"                               | 9  | 104 | —  | 14 | —  | —  | —  | It Won't Be the Last        |
| 1994                                                                                   | "Words By Heart"                             | 12 | 119 | —  | 14 | —  | —  | —  | It Won't Be the Last        |
| 1994                                                                                   | "Talk Some"                                  | 63 | —   | —  | —  | —  | —  | —  | It Won't Be the Last        |
| 1994                                                                                   | "Storm in the Heartland"                     | 33 | 108 | —  | 17 | —  | —  | —  | Storm in the Heartland      |
| 1995                                                                                   | "Deja Blue"                                  | 66 | —   | —- | —  | —  | —  | —  | Storm in the Heartland      |
| 1995                                                                                   | "One Last Thrill"                            | —  | —   | —  | —  | —  | —  | —  | Storm in the Heartland      |
| 1996                                                                                   | "Trail of Tears"                             | 69 | —   | —  | —  | —  | —  | —  | Trail of Tears              |
| 1997                                                                                   | "Three Little Words"                         | 65 | —   | —  | 61 | —  | —  | —  | Trail of Tears              |
| 1997                                                                                   | "It's All the Same to Me"                    | 19 | —   | —  | 14 | —  | —  | —  | The Best of Billy Ray Cyrus |
| 1998                                                                                   | "Under the Hood"                             | —  | —   | —  | —  | —  | —  | —  | Shot Full of Love           |
| 1998                                                                                   | "Time for Letting Go"                        | 70 | —   | —  | —  | —  | —  | —  | Shot Full of Love           |
| 1998                                                                                   | "Busy Man"                                   | 3  | 46  | —  | 5  | —  | —  | —  | Shot Full of Love           |
| 1999                                                                                   | "Give My Heart to You"                       | 41 | —   | —  | 63 | —  | —  | —  | Shot Full of Love           |
| 2000                                                                                   | "You Won't Be Lonely Now"[B]                 | 17 | 80  | —  | *  | —  | —  | —  | Southern Rain               |
| 2000                                                                                   | "We the People"                              | 60 | —   | —  | *  | —  | —  | —  | Southern Rain               |
| 2001                                                                                   | "Burn Down the Trailer Park"                 | 43 | —   | —  | *  | —  | —  | —  | Southern Rain               |
| 2001                                                                                   | "Crazy 'Bout You Baby"                       | 58 | —   | —  | *  | —  | —  | —  | Southern Rain               |
| 2001                                                                                   | "Southern Rain"                              | 45 | —   | —  | *  | —  | —  | —  | Southern Rain               |
| 2002                                                                                   | "Bread Alone"                                | —  | —   | —  | *  | —  | —  | —  | Time Flies                  |
| 2002                                                                                   | "What Else Is There"                         | —  | —   | —  | *  | —  | —  | —  | Time Flies                  |
| 2003                                                                                   | "Back to Memphis"                            | 60 | —   | —  | *  | —  | —  | —  | Time Flies                  |
| 2003                                                                                   | "Always Sixteen"                             | —  | —   | —  | —  | —  | —  | —  | The Other Side              |
| 2004                                                                                   | "Face of God"                                | 54 | —   | —  | —  | —  | —  | —  | The Other Side              |
| 2004                                                                                   | "The Other Side"                             | 45 | —   | —  | —  | —  | —  | —  | The Other Side              |
| 2006                                                                                   | "Wanna Be Your Joe"                          | —  | —   | —  | —  | —  | —  | —  | Wanna Be Your Joe           |
| 2007                                                                                   | "Ready, Set, Don't Go"                       | 33 | 76  | 58 | —  | —  | —  | —  | Home at Last                |
| 2007                                                                                   | "Ready, Set, Don't Go" (with Miley Cyrus)[C] | 4  | 37  | 44 | 7  | 47 | —  | —  | Home at Last                |
| 2008                                                                                   | "Somebody Said a Prayer"                     | 33 | —   | —  | —  | —  | —  | —  | Back to Tennessee           |
| 2009                                                                                   | "Back to Tennessee"                          | 47 | —   | —  | —  | —  | —  | —  | Back to Tennessee           |
| 2009                                                                                   | "Thrillbilly"[D]                             |    |     |    |    |    |    |    | Back to Tennessee           |
| "—" denota i singoli che non sono entrati in classifica * denota posizioni sconosciute |                                              |    |     |    |    |    |    |    |                             |

### Altre canzoni classificate
| 1992                                                    | "Some Gave All"                         | 52 | —  | 86 | —  | —  | —  | —  | Some Gave All             |
| 1992                                                    | "These Boots Are Made for Walkin'"      | —  | —  | —  | —  | 27 | —  | —  | Some Gave All             |
| 1995                                                    | "Fastest Horse in a One-Horse Town"     | 75 | —  | 73 | —  | —  | —  | —  | NASCAR: Runnin' Wide Open |
| 2009                                                    | "Butterfly Fly Away" (with Miley Cyrus) | —  | 56 | —  | 50 | —  | 46 | 78 | Back to Tennessee         |
| "—" denota i singoli che non sono entrati in classifica |                                         |    |    |    |    |    |    |    |                           |

### Ospite nei Singoli
| 1993 | "Romeo"                   | Dolly Parton (with Mary Chapin Carpenter, Kathy Mattea, Pam Tillis, and Tanya Tucker) | 27 | 50 | 33 | Slow Dancing with the Moon |
| 2003 | "When I Leave This House" | Adam Gregory                                                                          | —  | —  | *  | Workin' on It              |
| 2019 | Old Town Road             | Lil Nas X                                                                             |    | 1  |    |                            |
| "—" denota i singoli che non sono entrati in classifica o non sono stati pubblicati * denota posizioni sconosciute |                           |                                                                                       |    |    |    |                            |

Note
- A^ "Achy Breaky Heart" ha anche raggiunto la numero 23 nella Hot Adult Contemporary Tracks, la numero 5 nella RPM Adult Contemporary chart ed è stato certificato Platino dalla RIAA.
- B^ "You Won't Be Lonely Now" ha raggiunto la numero 33 quando RPM ha cessato la produzione.
- C^ Il duetto di "Ready, Set, Don't Go" è aviabile solo sulle ristampe di Home at Last.
- D^ In fase di pubblicazione.

## Filmografia

### Cinema
- Mulholland Drive, regia di David Lynch (2001)
- Se ti investo mi sposi? (Elvis Has Left the Building), regia di Joel Zwick (2004)
- Hannah Montana & Miley Cyrus: Best of Both Worlds Concert, regia di Bruce Hendricks (2008)
- Hannah Montana: The Movie, regia di Peter Chelsom (2009)
- Operazione Spy Sitter (The Spy Next Door), regia di Brian Levant (2010)

### Televisione
- La tata (The Nanny) – serie TV, episodio 2x23 (1995)
- Un detective in corsia (Diagnosis: Murder) – serie TV, episodio 4x18 (1997)
- Love Boat - The Next Wave – serie TV, episodio 2x14 (1999)
- Road to Justice - Il giustiziere (18 Wheels of Justice) – serie TV, episodio 1x10 (2000)
- Doc - Un medico a New York (Doc) – serie TV, 88 episodi (2001-2004)
- Agente speciale Sue Thomas (Sue Thomas F.B.Eye) – serie TV, episodio 1x01 (2002)
- Degrassi: The Next Generation – serie TV, episodio 3x22 (2004)
- Hannah Montana – serie TV, 95 episodi (2006-2011)
- 90210 – serie TV, episodi 4x08, 4x22 (2011-2012)
- Newsreaders – serie TV, episodio 2x08 (2014)
- Sharknado 2 - A volte ripiovono (Sharknado 2: The Second One), regia di Anthony C. Ferrante – film TV (2014)
- Still the King – serie TV, 26 episodi (2016-2017)

### Documentari
- Demi Lovato: Simply Complicated, regia di Hannah Lux Davis (2017)

### Doppiatore
- Phineas e Ferb (Phineas and Ferb) – serie animata, episodio 1x13 (2008)

## Doppiatori italiani
- Angelo Maggi in Hannah Montana, Hannah Montana: The Movie, 90210
- Massimo De Ambrosis in Doc
- Roberto Certomà in Operazione Spy Sitter

## Riconoscimenti

### Vinti
| Anno | Associazione                                       | Award                                                                 |
| ---- | -------------------------------------------------- | --------------------------------------------------------------------- |
| 1992 | CMA Awards                                         | Single of the Year – "Achy Breaky Heart"                              |
| 1992 | Billboard Music Awards                             | Most weeks at #1 Album, Some Gave All                                 |
| 1992 | Billboard Video Music Awards                       | Best Male Artist, Country, "Achy Breaky Heart"                        |
| 1992 | Billboard Video Music Awards                       | Best New Artist, Country, "Achy Breaky Heart"                         |
| 1992 | AMOA Jukebox Awards                                | Pop Record of the Year, "Achy Breaky Heart"                           |
| 1992 | AMOA Jukebox Awards                                | Country Record of the Year, "Achy Breaky Heart"                       |
| 1992 | AMOA Jukebox Awards                                | Rising Star Award                                                     |
| 1992 | National Association of Recording Merchandisers    | Record of the Year, New Artist                                        |
| 1992 | National Association of Recording Merchandisers    | Record of the Year, Country Male                                      |
| 1992 | National Association of Recording Merchandisers    | Record of the Year, Male                                              |
| 1992 | National Association of Recording Merchandisers    | Record of the Year, Overall                                           |
| 1992 | Country Music Television                           | Most Popular Music Video, "Achy Breaky Heart"                         |
| 1992 | JUNO Awards                                        | Best Selling Single, "Achy Breaky Heart"                              |
| 1992 | R&R Readers Pool                                   | Best New Artist                                                       |
| 1992 | People Magazine                                    | One of the Most Intriguing People of the Year 1992                    |
| 1993 | American Music Award                               | Favorite Country New Artist                                           |
| 1993 | American Music Award                               | Favorite Single – "Achy Breaky Heart"                                 |
| 1993 | Country Music Television                           | #6 on Top 10 Video List, "In the Heart of a Woman"                    |
| 1993 | Canadian Country Music Awards                      | Best Selling Album (foreign or domestic), Some Gave All               |
| 1994 | Billboard 100th Anniversary Awards                 | 16th Best Selling Album of all time, Some Gave All                    |
| 1994 | Childhelp USA                                      | Humanitarium Award                                                    |
| 1995 | Berkley Popular Cultural Society's Innovator Award | University of California                                              |
| 1995 | State of South Carolina                            | Humanitarium Award                                                    |
| 1995 | Congressional Medal of Honor Society's             | Bob Hope Award                                                        |
| 1995 | Country Music Cares                                |                                                                       |
| 1996 | Country Radio Seminar                              | Humanitarium Award                                                    |
| 1996 | The VFW Hall of Fame Award                         |                                                                       |
| 1997 | TNN/Music City News                                | Single of the Year – "Trail of Tears"                                 |
| 1997 | Modern Screen Country Music Magazine               | Entertainer and Male Artist                                           |
| 1997 | Air Force Sergeant Award                           | Americanism Award                                                     |
| 1998 | TNN/Music City News                                | Single of the Year – "Busy Man"                                       |
| 1998 | TNN/Music City News                                | Album of the Year – Shot Full of Love                                 |
| 1998 | TNN/Music City News                                | Song of the Year – "Busy Man"                                         |
| 1998 | TNN/Music City News                                | Video of the Year – "Busy Man"                                        |
| 1998 | TNN/Music City News                                | Male Artist of the Year                                               |
| 1998 | Modern Screen Country Music Magazine               | Entertainer and Male Artist                                           |
| 1999 | Modern Screen Country Music Magazine               | Entertainer and Male Artist                                           |
| 1999 | Modern Screen Country Music Magazine               | Entertainment Buyers Association                                      |
| 1999 | Modern Screen Country Music Magazine               | Humanitarium of the Year                                              |
| 1999 | Modern Screen Country Music Magazine               | Music Row's Magazine's "Video of the Year" for "Give My Heart to You" |
| 2000 | Country Radio Broadcasters                         |                                                                       |
| 2000 | Kennedy Center Honors                              |                                                                       |
| 2002 | Bob Hope Congressional Medal of Honor Society      | Entertainer of the Year                                               |
| 2008 | BMI Songwriter of the Year                         | Top 50 Most Played Songs of 2008                                      |

### Nomination
| Anno | Associazione          | Award |
| ---- | --------------------- | --- |
| 1992 | CMA Awards            | Song of the Year – "Achy Breaky Heart" |
| 1993 | American Music Awards | Favorite Country Male Artist |
| 1993 | Grammy Awards         | Record of the Year – "Achy Breaky Heart" |
| 1993 | Grammy Awards         | Best New Artist |
| 1993 | Grammy Awards         | Best Country Vocal Performance, Male – "Achy Breaky Heart"                                                                                      |
| 1994 | Grammy Awards         | Best Country Vocal Collaboration – "Romeo" (with Dolly Parton, Tanya Tucker, Billy Ray Cyrus, Kathy Mattea, Pam Tillis & Mary-Chapin Carpenter) |
| 2005 | Grace Awards          | Most Inspiring Television Acting for "Doc" in episode "Happy Trails"                                                                            |
| 2008 | CMT Music Awards      | Tearjerker Video of the Year – "Ready, Set, Don't Go"                                                                                           |
| 2009 | Teen Choice Awards    | Choice TV Parental Unit for "Hannah Montana" |

La canzone Achy Breaky Heart è stata nominata anche in Song of the Year e Best Country Song per il suo cantautore, Don Von Tress ai Grammy Awards nel 1993.